# 坦比略區
13°11′41″S 74°06′39″W / 13.1946°S 74.1109°W
坦比略區（西班牙語：Distrito de Tambillo），是秘魯的一個區，位於該國中南部阿亞庫喬大區的瓦曼加省，面積184.5平方公里，海拔高度3,080米，2005年人口4,939，人口密度每平方公里27人。